# Адиаторикс
Адиаторикс (Адиаториг, греч. Ἀδιατόριξ) — представитель кельтского племени вольков-тектосагов, обитавшего в Малой Азии, первосвященник храма в Пессинунте с 50 до 30 год до н. э., тетрарх Галатии с 36 до 30 год до н. э., тиран Гераклеи Понтийской с 31 до 30 год до н. э.

## Биография
Адиаторикс был сыном Домнеклея, тетрарха Галатии. В 50 году до н. э. назначен отцом первосвященником храма в Пессинунте, вероятно первоначально его не рассматривали в качестве преемника. После смерти Домнеклия Адиаторикс стал новым тетрархом Галатии. Под влиянием другого могущественного тетрарха Галатии Дейотара Адиаторикс стал сторонником Марка Антония. Адиаторикс оказал ему помощь в сборе средств, провианта и войск для борьбы с Октавианом. За это в 31 году до н. э. он был назначен тираном города Гераклея Понтийская. Здесь он, якобы по согласованию с Марком Антонием, казнил всех римских граждан.
После этого Адиаторикс вместе с войском отправился навстречу армии Марка Антония, которая собралась напротив мыса Акциум. Впрочем после сражения при Акциуме, где Марк Антоний потерпел поражение, а само войско через 7 дней сдалось, Адиаторикс был схвачен. Над ним состоялся суд и за убийство римлян в Гераклее Адиаторикса казнили вместе с младшим сыном после проведения их в триумфальном шествии. Старшего сына Дитевта назначили жрецом богини Ma (Беллоны) в Команах Понтийских.